# Calamaria ingeri
Espèce
Statut de conservation UICN

 CR A3c; B1ab(iii) : 
En danger critique
Calamaria ingeri  est une espèce de serpents de la famille des Colubridae.

## Répartition
Cette espèce est endémique de l'île Tioman au Pahang en Malaisie.

## Description
L'holotype de Calamaria ingeri, une femelle adulte, mesure 177 mm dont 6 mm pour la queue. Son dos est brun foncé avec de petites taches claires. Sa face ventrale est crème immaculé.

## Étymologie
Cette espèce est nommée en l'honneur de Robert Frederick Inger.

## Publication originale
- Grismer, Kaiser & Yaakob, 2004 : A new species of Reed Snake of the genus Calamaria H. Boie, 1827, from Pulau Tioman, Pahang, West Malaysia. Hamadryad, vol. 28, n. 1/2, p. 1-6 (texte intégral)